# Comté de Beckham
Pour les articles homonymes, voir Beckham.
Le comté de Beckham est un comté situé dans l'ouest de l'État de l'Oklahoma aux États-Unis. Le siège du comté est Sayre. Selon le recensement de 2000, sa population est de 19 799 habitants. Le comté doit son nom à J. C. W. Beckham, homme politique américain.

## Comtés adjacents
- Comté de Roger Mills (nord)
- Comté de Custer (nord-est)
- Comté de Washita (est)
- Comté de Kiowa (sud-est)
- Comté de Greer (sud)
- Comté de Harmon (sud-ouest)
- Comté de Collingsworth, Texas (ouest)
- Comté de Wheeler, Texas (nord-ouest)

## Principales villes
- Carter
- Elk City
- Erick
- Hext
- Sayre
- Texola